# Kevin Tshiembe
Kevin Tshiembe, né le 31 mars 1997 à Copenhague au Danemark, est un footballeur danois qui évolue au poste de défenseur central au Vålerenga Fotball.

## Biographie

### Lyngby BK
D'origine congolaise et né à Copenhague au Danemark, Kevin Tshiembe passe notamment par le centre de formation du FC Copenhague et de l'AB Copenhague, avant de rejoindre le Lyngby BK, où il poursuit sa formation. C'est avec ce club qu'il commence sa carrière professionnelle, jouant son premier match le 31 août 2016, lors d'une rencontre de coupe du Danemark face au Frederiksværk Boldklub. Il est titularisé au poste d'arrière droit, et son équipe s'impose par trois buts à un.
En juin 2017, il signe un nouveau contrat avec Lyngby, d'une durée de deux ans, et se voit définitivement promu en équipe première.

### Brøndby IF
Le 4 août 2021, Kevin Tshiembe est recruté par le Brøndby IF. Il signe un contrat de quatre ans, soit jusqu'en juin 2025,. 
Il joue son premier match sous ses nouvelles couleurs le 8 août 2021, lors d'une rencontre de championnat face au FC Copenhague. Il est titularisé et son équipe s'incline par quatre buts à deux,. Le 17 août 2021, il fait sa première apparition en Ligue des champions, lors d'une rencontre qualificative face au Red Bull Salzbourg. Il est titularisé et son équipe s'incline par deux buts à un.

### Vålerenga Fotball
Le 12 février 2025, Kevin Tshiembe prend la direction de la Norvège en signant en faveur du Vålerenga Fotball pour un contrat de trois ans, soit jusqu'en décembre 2027. 